# Take This to Your Grave
 (avril 2025).
Si vous disposez d'ouvrages ou d'articles de référence ou si vous connaissez des sites web de qualité traitant du thème abordé ici, merci de compléter l'article en donnant les références utiles à sa vérifiabilité et en les liant à la section « Notes et références ».
Albums de Fall Out Boy
Fall Out Boy's Evening Out with Your Girlfriend
(2003) From Under the Cork Tree
(2005)
Singles
1. Dead on Arrival
Sortie : 4 avril 2003
2. Grand Theft Autumn/Where Is Your Boy
Sortie : 4 août 2003
3. Saturday
Sortie : 21 décembre 2003

Take This to Your Grave est le premier album studio du groupe américain de rock alternatif Fall Out Boy sorti le 6 mai 2003 sur le label Fueled by Ramen. Le titre de l'album vient d'une phrase de la chanson "The Patron Saint of Liars and Fakes" qui est : "Take this to your grave, and I'll take it to mine". C'est le premier album où apparait Andy Hurley (en tant que batteur). L'album est disque d'or aux États-Unis.

## Liste des pistes
Les douze pistes de cet album sont :
Toutes les paroles sont écrites par Pete Wentz et Patrick Stump, toute la musique est composée par Fall Out Boy.
| No  | Titre                                                     | Durée |
| --- | --------------------------------------------------------- | ----- |
| 1.  | Tell That Mick He Just Made My List of Things to Do Today | 3:30  |
| 2.  | Dead on Arrival                                           | 3:14  |
| 3.  | Grand Theft Autumn/Where Is Your Boy                      | 3:11  |
| 4.  | Saturday                                                  | 3:36  |
| 5.  | Homesick at Space Camp                                    | 3:08  |
| 6.  | Sending Postcards from a Plane Crash (Wish You Were Here) | 2:56  |
| 7.  | Chicago Is So Two Years Ago                               | 3:19  |
| 8.  | The Pros and Cons of Breathing                            | 3:21  |
| 9.  | Grenade Jumper                                            | 2:58  |
| 10. | Calm Before the Storm                                     | 4:27  |
| 11. | Reinventing the Wheel to Run Myself Over                  | 2:21  |
| 12. | The Patron Saint of Liars and Fakes                       | 3:19  |